# 野々村運市

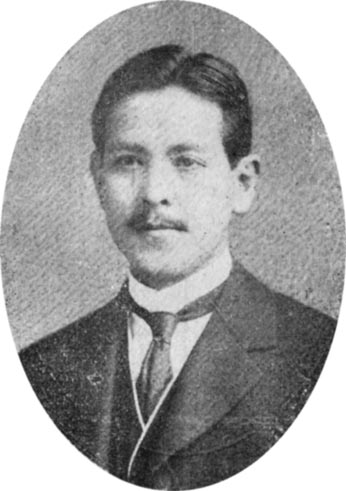
野々村運市

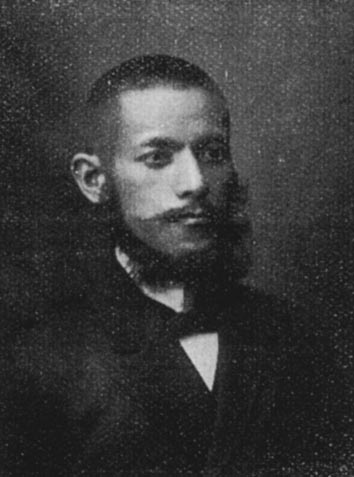
野々村運市

野々村 運市（ののむら うんいち、1880年（明治13年）2月20日 - 1951年（昭和26年））は、日本の教育者。

## 経歴
島根県大原郡大東町（現在の雲南市）出身。1899年（明治32年）、島根県師範学校を卒業し、大東町高等小学校の首席訓導となった。その後、1907年（明治40年）に東京高等師範学校を卒業し、鹿児島県立川辺中学校に赴任した。1909年（明治42年）、東京府豊島師範学校附属小学校主事に転じた。1921年（大正10年）に辞して、東京高等師範学校専攻科に入って1923年（大正12年）まで教育学を専攻し、その後は東京高等師範学校講師となった。1929年（昭和4年）、東京高等師範学校教授に就任し、のち附属国民学校主事を兼ねた。その他明治大学講師や東京商科大学専門部講師を務めた。
戦後は島根県立大東高等学校校長を務めた。

## 著作
- 『教育と教授法』（明治堂書店、1941年）